# All in the Family (singolo)
All in the Family è un singolo del gruppo musicale statunitense Korn, pubblicato il 18 luglio 1998 come primo estratto dal terzo album in studio Follow the Leader.

## Descrizione
All in the Family ha visto la partecipazione vocale di Fred Durst, cantante dei Limp Bizkit, ed è caratterizzato da un duello di rime tra quest'ultimo e il frontman dei Korn, Jonathan Davis. Musicalmente, nel brano vengono uniti elementi provenienti dalla musica hip hop con chitarre distorte.
Durante il brano i due cantanti si insultano a vicenda su vari argomenti, quali igiene, orientamento sessuale e radici familiari. Sono inoltre presenti diversi riferimenti a brani appartenenti sia ai Korn sia ai Limp Bizkit, così come il riff di Blind utilizzato durante le parti cantate da Davis. Nel testo vengono derisi artisti come Vanilla Ice, Hanson e Winger.

## Tracce
CD promozionale (Australia, Stati Uniti) – Remixes
1. All in the Family (Album Version) – 4:51
2. All in the Family (Clark World Mix) – 4:45
3. All in the Family (Sowing the Beats Mix) – 4:51
4. All in the Family (Beats in Peace Mix) – 4:15
5. All in the Family (Scary Bird Mix) – 8:40

CD promozionale (Stati Uniti)
1. All in the Family (Clark World Mix) – 4:45
2. All in the Family (Sowing the Beats Mix) – 4:51

12" promozionale (Stati Uniti)
- Lato A

1. All in the Family (Clark World Mix) – 4:44

- Lato B

1. All in the Family (Beats in Peace Mix) – 4:14

Download digitale
1. All in the Family (Clark World Mix) – 4:46
2. All in the Family (Sowing the Beats Mix) – 4:55
3. All in the Family (Beats in Peace Mix) – 4:16
4. All in the Family (Scary Bird Mix) – 8:41
5. All in the Family (Clark World Instrumental) – 4:43

## Formazione
Gruppo
- Jonathan Davis – voce, cornamusa
- Fieldy – basso
- Munky – chitarra
- Head – chitarra
- David – batteria

Altri musicisti
- Fred Durst – voce
- Justin Walden – batteria aggiuntiva
- Tommy D. – programmazione aggiuntiva